# Лапата Микола Іванович
Микола Іванович Лапата (2 квітня 1921, Кремінна — 30 травня 1977, Москва) — Герой Радянського Союзу, гвардії полковник, кандидат військових наук, доцент.

## біографія

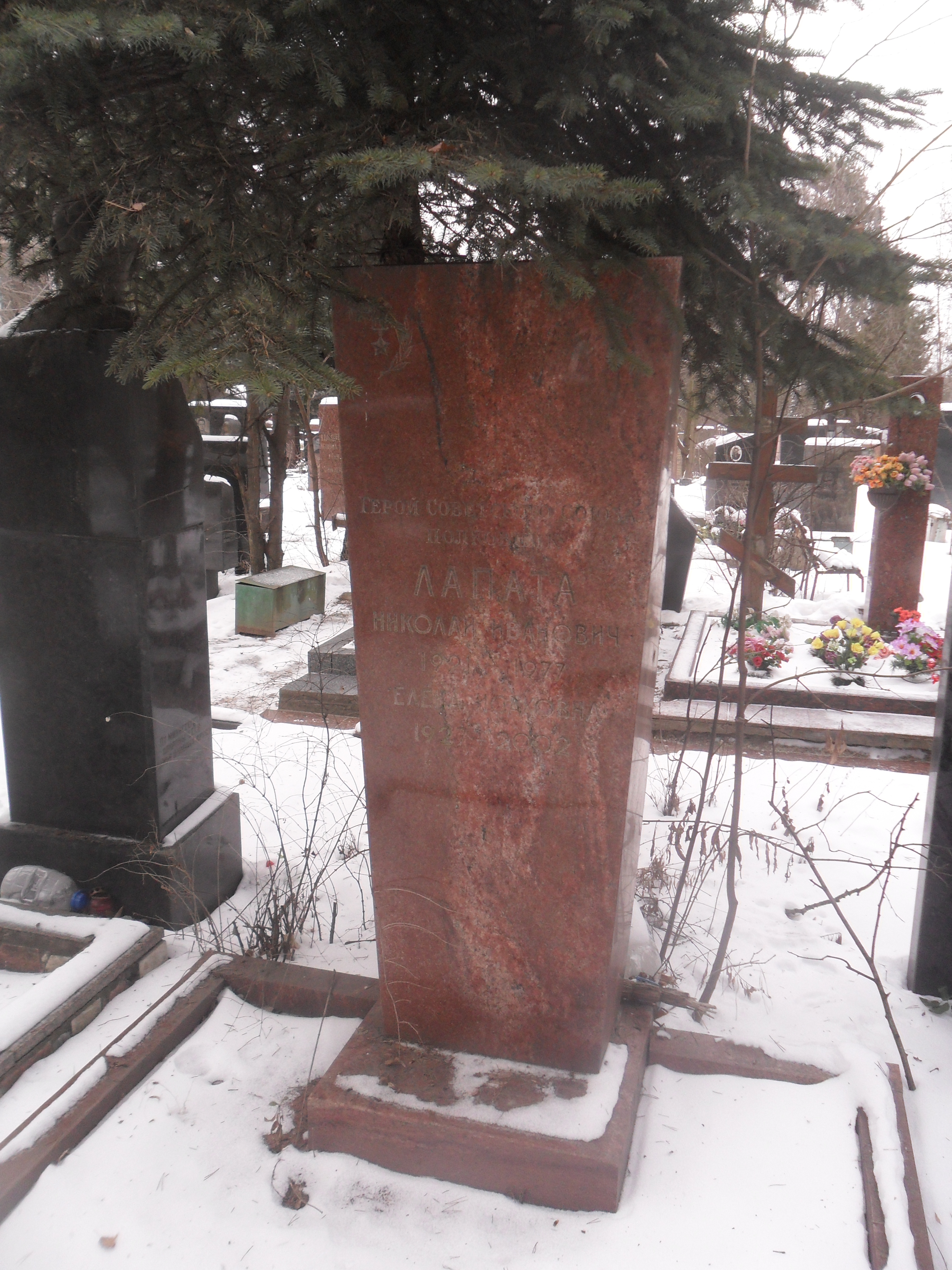
Могила Лапати на Кунцевському кладовищі Москви

У збройних силах з 1938 року. У 1940 році закінчив артилерійське технічне училище в місті Ленінграді. У роки Другої світової війни командир дивізіону 122-го гвардійського артилерійського полку 51-ї стрілецької дивізії 6-ї гвардійської армії 1-го Прибалтійського фронту. Гвардії капітан Лапата відзначився при прориві оборони і форсуванні річки Західна Двіна в червні 1944 року.
З 1952 року працював у Військово-технічній Академії імені Дзержинського на посадах — викладач, старший викладач, начальник кафедри.

## Нагороди
- Герой Радянського Союзу;
- орден Леніна;
- орден Червоного Прапора;
- орден Олександра Невського;
- орден Вітчизняної війни II ступеня;
- два ордени Червоної Зірки;
- медалі.